# キ74 (航空機)

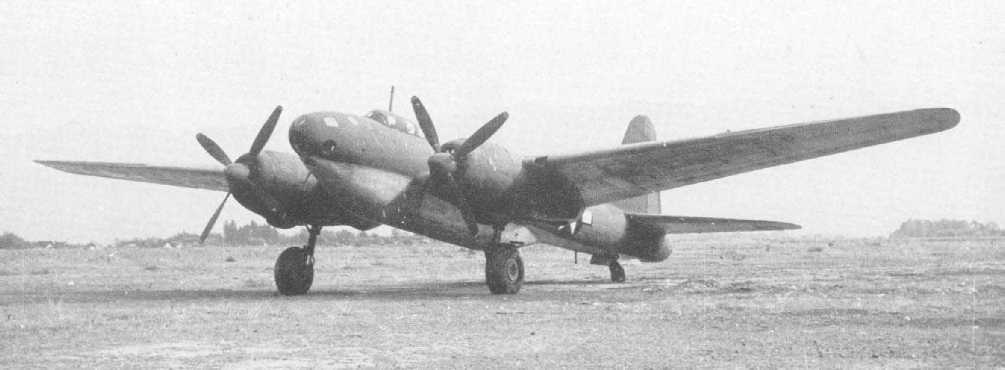
キ74

キ74は、第二次世界大戦後期に試作された大日本帝国陸軍の偵察爆撃機。設計・製造はキ77 （A-26） に引き続き立川飛行機が行った。

## 概要
当初は戦争状態になかったものの、事実上の敵国の1つと考えられていたソビエト連邦用の長距離偵察機として開発が進められていたが、途中から戦略爆撃も可能な高高度偵察爆撃機に仕様が変更になった。連合国軍によるコードネームは「Patsy」。
総計14機製造され、連合国軍に占領されたサイパン空襲等の計画が立てられたが、実戦に参加することなく終戦を迎えた（マリアナ偵察を行ったという文献もあるが、戦果も含めて詳細は不明である）。

## 開発
1939年（昭和14年）に日本陸軍は、立川飛行機に対して当時の仮想敵国だったソ連に対する、バイカル湖西岸に達する長距離偵察を目的とした偵察機の開発を命じた。立川飛行機では行動半径5,000 km、最大速度450 km/hという機体の開発に着手し、1941年（昭和16年）半ばには1号機を完成させる予定で研究を進めていた。しかし、A-26長距離機計画が出たことを受けて、陸軍ではこのA-26計画機をキ77として開発することにし、その技術をキ74に転用することを決定した。この為、キ74はキ77の設計が一段落付くまで開発が中断されることになった。
キ77の基礎研究終了後、立川飛行機では小口宗三郎技師を設計主任、外山保技師を工作主任として1941年4月にキ74の基礎設計を開始し、キ77とキ74の設計を同時進行で進めた。このため、両機は非常によく似た外観を持つことになった。また、計画再開にあたっては、偵察時高度5,000 - 10,000 mという高高度性能の強化や最大速度の550 - 600 km/hまでの増加が要求され、爆撃能力や防御武装も追加となった。このため開発計画は大幅に遅延した。
1944年（昭和19年）3月に試作第1号機が完成し、同年5月25日に初飛行したが、当時の日本の工業力では排気タービン付のエンジンや与圧式キャビンの実用化は難しく、正式な審査が開始できる試作機が完成したのは1945年（昭和20年）1月になってからだった。

## 機体形状
従来の日本機には見られない独特な形状のコックピット、および爆撃手用の窓を持った胴体で、下部には爆弾倉が張出している。A-26よりはズングリとした形状である。与圧式キャビンのため、キャノピーの枠は太く透明部分は小さい上に、胴体内に乗員通路を設けた関係で操縦席が左側に片寄った形になった（試作1、2号機は胴体の中心線上に配置）。このため、乗員の視界は非常に悪いものになってしまった。爆撃照準器は、フィリピンで捕獲したボーイングB-17に装備されていたノルデン爆撃照準器を国産化した10型照準器を装備した。
尾翼はキ77（A-26）のものと形状はほぼ同じだが、主翼は左右別々に組み立てられた物を胴体に装着するタイプで、燃料タンクも外翼のみインテグラルタンクで内翼部は防弾タンクになっていた。また、主翼の長さはA-26より翼端が少し切り詰められて短くなっていたが、同様に層流翼になっていた。燃料漏れにまつわる話が残っていないことから、主翼のインテグラルタンクの工法はほぼ確立していたと思われる。この他、細部の形状や装備は試作機によって微妙に異なっていた。

## 性能審査から終戦まで

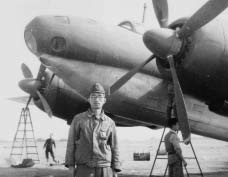
終戦後、キ74を米軍に引き渡し準備中の田中次郎（田中は昭和19年の夏以降終戦まで、キ74の熟成と試験を行なった）

試作1号機が完成後すぐに性能審査は開始されたが、エンジンの不調、与圧キャビンの運用の難しさ以外は操縦性、運動性とも大型機としては良好とされた。その後、1号機は、1944年7月中頃に立川飛行場で試験飛行中にVDM電気可変ピッチの故障が原因で不時着大破している。最大速度は軍の要求値に届かなかったものの、作戦航続距離は6,000 kmに達したため、陸軍では本機を爆撃機の主力とすることを決定し、試作機を使って乗員の訓練を開始した。また、縦安定性の不良が指摘されたため、形状の異なる複数の水平尾翼が試験された。
続いて1944年8月2日に完成した2号機は、失敗に終わったキ77の2号機による「セ号飛行」に代わる日独連絡飛行「ヤ号飛行」に用いることが計画されており、「ヤ号機」と呼ばれていたが、実施前にドイツが連合国に対して降伏したため、テスト飛行のみに終わった。
陸軍では当初本機を使ってパナマ運河の攻撃を海軍と共同で行なう計画をたてていたが、搭載する爆弾の量から効果が疑問視され、途中からまとまった機数でのサイパン島のB-29基地に対する攻撃に計画が変更され、1945年9月1日の実行が予定された。また、アメリカ本土爆撃とパラシュート降下した乗員によるゲリラ作戦も考えられていた。しかし、いずれも実現することなく乗員の訓練中に終戦を迎えることとなった。
1944年に3機、1945年に11機が製作され、うち終戦時には少なくとも4機が残存していた（一部の機体は終戦時に軍の命令で破壊されたと言われる）。4機ともアメリカ軍に引き渡され、うち1機は1945年11月に追浜の田浦飛行場からキ77の1号機とともに空母に積載されてアメリカへ調査のために送られた。残存機は1機を除き他はスクラップ処分となり、残った1機も飛行試験は行なわれず博物館に展示されることになっていたが、その後行方不明になってしまった。

## 派生機
キ74特（ヤ号機）
日独連絡飛行用の長距離輸送機型。爆弾倉には増加燃料タンクが設けられている。2号機のほかにもう1機が製造された。
キ74-II
1944年4月に開発が開始された長距離爆撃機型。本機も「ヤ号機」と呼ばれている。機体の規模は全長20.0 m、全幅29.6 m、全高5.5 mにまで拡大され、エンジンは三菱「ハ211ル」となった。胴体にも再設計が加えられ、気密室は機首部分のみとなった。前方にずらされた操縦室は胴体と滑らかに結合し、並列複座の通常の爆撃機に似たものになっている。乗員は7名。空襲と疎開による作業遅延を受けて、モックアップが製作されたのみで終戦を迎えた。
甲型
航続性能を重視した米本土爆撃用機。乗員は3名に減らされ、武装を500 kg爆弾2発のみにすることで燃料総容量を12,000リットルまで増加させている。航続距離は8,000 kmを予定しており、米本土に対しては片道攻撃を行うものとされていた。試作1号機の完成は1944年8月を予定していた。
乙型
爆弾搭載量を重視した型。航続距離は甲型に劣るが、爆弾を最大2,000 kgまで搭載することが可能。試作1号機の完成は1944年10月を予定していた。

キ74-II改
重爆撃機「富嶽」の計画に対抗するために立川が提案したキ74-IIの改修型。航続距離はキ74IIの甲型から多少延長されており、米西海岸を爆撃後に内陸部まで達し、搭乗員によるゲリラ戦を行うことが可能とされていた。爆弾1,000 kgのほか、1週間分のゲリラ戦用の各種装備を搭載する。計画のみ。
キ114
実用化が遅れたキ74-IIに代わり、米本土攻撃に用いられることが計画されたキ74改造の特殊長距離機。詳細は不明。1945年8月頃から第114飛行隊によるニューヨーク空襲が計画されていたが、終戦により未実施に終わっている。なお、公式には「キ114」の計画番号は立川製の木製輸送機に与えられている。
輸送機型
胴体直径を延長した輸送機型。「キ120」の計画番号が予定されていたとも言われる。計画のみ。

## スペック
- 全長： 17.65 m
- 全幅： 27.00 m
- 全高： 5.10 m
- 主翼面積： 80.00 m2
- 重量： 10,200 kg
- 全備重量： 19,400 kg
- 発動機： 三菱 ハ104ル 空冷複列星型18気筒[注 1] × 2
- 出力： 1,900 hp（公称）、2,000 hp（離昇）
- 最大時速： 570 km/h
- 巡航速度： 400 km/h
- 航続力： 8,000 km
- 上昇力： 8,000 mまで17分
- 実用上昇限度： 12,000 m
- 武装
  - 一式十二・七粍固定機関砲 × 1
  - 爆弾 500 - 1,000 kg
- 乗員： 5名

## 登場作品
『碧き血の紋章』
「ザ・コクピット」シリーズの一編。特別な自動操縦装置を搭載したキ74の架空の派生型「キ74III型改」が登場。日独間の技術協力のため、1945年前半にチベットからインドを縦断し、ドイツ軍が駐屯するゼーシェル島までの往復長距離飛行を行う。
『カフカズに星墜ちて』
保田良雄著のミステリー冒険小説。日独連絡飛行に飛び立ったキ74がドイツに渡す予定のプラチナのインゴットを搭載したままカフカズ山脈に墜落。それを入手し資金源としたアルメニア独立派のテロリストと、彼を追う日本外務省技官の冒険を描く。